# Магінагіна (Гаваї)
Магінагіна (англ. Mahinahina) — переписна місцевість (CDP) в США, в окрузі Мауї штату Гаваї. Населення — 910 осіб (2020).

## Географія
Магінагіна розташована за координатами 20°57′17″ пн. ш. 156°39′26″ зх. д. / 20.95472° пн. ш. 156.65722° зх. д. (20.954634, -156.657273).  За даними Бюро перепису населення США в 2010 році переписна місцевість мала площу 17,38 км², з яких 17,35 км² — суходіл та 0,02 км² — водойми.

## Демографія
Згідно з переписом 2010 року, у переписній місцевості мешкало 880 осіб у 317 домогосподарствах у складі 234 родин. Густота населення становила 51 особа/км².  Було 360 помешкань (21/км²).
Расовий склад населення:
| - 68,1 % — білих - 16,7 % — азіатів - 3,6 % — вихідців з тихоокеанських островів - 0,5 % — чорних або афроамериканців - 0,2 % — корінних американців - 1,6 % — осіб інших рас |

До двох чи більше рас належало 9,3 %. Частка іспаномовних становила 7,7 % від усіх жителів.
За віковим діапазоном населення розподілялося таким чином: 21,4 % — особи молодші 18 років, 71,7 % — особи у віці 18—64 років, 6,9 % — особи у віці 65 років та старші. Медіана віку мешканця становила 39,1 року. На 100 осіб жіночої статі у переписній місцевості припадало 101,8 чоловіків;  на 100 жінок у віці від 18 років та старших — 106,0 чоловіків також старших 18 років.
Середній дохід на одне домашнє господарство  становив 106 011 долар США (медіана — 95 288), а середній дохід на одну сім'ю — 120 157 доларів (медіана — 100 516). Медіана доходів становила 51 528 доларів для чоловіків та 46 004 долари для жінок. За межею бідності перебувало 3,2 % осіб, у тому числі 7,0 % дітей у віці до 18 років та 0,0 % осіб у віці 65 років та старших.
Цивільне працевлаштоване населення становило 668 осіб. Основні галузі зайнятості: мистецтво, розваги та відпочинок — 34,0 %, науковці, спеціалісти, менеджери — 16,5 %, транспорт — 9,3 %, освіта, охорона здоров'я та соціальна допомога — 9,1 %.